# Cristian Sención
Cristian Sención, vollständiger Name Cristian Emanuel Sención Rodríguez, (* 28. Januar 1996 in Montevideo) ist ein uruguayischer Fußballspieler.

## Karriere

### Verein
Der 1,77 Meter große Mittelfeldakteur Sención spielte seit 2009 für die Nachwuchsmannschaften von Liverpool Montevideo. Mindestens seit der Saison 2014/15 steht er im Kader der Profimannschaft. In jener Zweitligaspielzeit debütierte er am 20. Mai 2015 bei der 0:1-Heimniederlage gegen Villa Teresa in der Segunda División, als er von Trainer Alejandro Apud in der 80. Spielminute für Matías Toma eingewechselt wurde. Bis zum Saisonende, an dem sein Verein in die höchste uruguayische Spielklasse aufstieg, absolvierte er ein Zweitligaspiel. Einen Treffer erzielte er nicht. In der Erstligasaison 2015/16 wurde er nicht in der Primera División eingesetzt. Allerdings kam er in fünf Partien (ein Tor) der Copa Libertadores Sub-20 2016 zum Einsatz. Den Wettbewerb beendete die Mannschaft nach der 0:1-Finalniederlage gegen den FC São Paulo als Zweitplatzierter. Während der Spielzeit 2016 absolvierte er elf Erstligaspiele (kein Tor). In der laufenden Saison 2017 wurde er bislang (Stand: 11. Februar 2017) einmal (kein Tor) in der Liga eingesetzt.

### Nationalmannschaft
Sención absolvierte neun Länderspiele für die U-15-Auswahl Uruguays. Zudem gehörte er 2012 einer Vorauswahl der uruguayischen U-17-Nationalmannschaft an.

### Erfolge
- Zweiter der Copa Libertadores Sub-20: 2016